# مصطفی طاهری نجف‌آبادی
مصطفی طاهری نجف‌آبادی (زادهٔ ۱۳۲۸ در نجف‌آباد) نمایندهٔ حوزهٔ انتخابیهٔ نجف‌آباد و تیران و کرون در دورهٔ ششم مجلس شورای اسلامی بوده‌است.
وی با کسب ۵۲.۲ درصد آرا به مجلس شورای اسلامی راه یافت، وی در طول چهار سال نمایندگی خود در کمیسیون انرژی ایفای نقش کرد و از جمله امضاکنندگان نامه موسوم به جام زهر خطاب به رهبر جمهوری اسلامی در بهار سال ۱۳۸۲ بود.